# Dori z Jedżu
Dori z Jedżu (ur. ?  – zm. 1831) – ras Begiemdyru i regent (czyli inderas) Cesarstwa Etiopii. Pochodził z dynastii Sjeru Guangul, rządzącej Etiopią w czasach rozbicia dzielnicowego, zwanego zemene mesafynt. Był bratem swojego poprzednika na tym stanowisku, czyli Marja z Jedżu. Po śmierci ich brata Jymama, Marjo szybko przejął urząd inderasa pomimo zbrojnego oporu Doriego. Później razem z bratem Dori poprowadził oddziały plemienia Jedżu Oromo w bitwie pod Debre Abbay przeciwko dedżazmaczowi Sabagadisowi, stoczonej czternastego lutego 1831 roku. Marjo zginął w walce, a Dori razem ze swoimi zwolennikami spustoszył prowincję Tigraj. Dori zachorował w czasie, gdy ze swoimi wojskami plądrował okolice miasta Aksum. Według szwajcarskiego misjonarza Samuela Gobata, przebywającego w tych czasach w Etiopii, Dori nie ufając swoim podwładnym, połowę z nich zakuł w łańcuchy, a następnie powrócił do Debre Tabor, gdzie zmarł pod koniec maja 1831. Jego jedynym znaczącym czynem politycznym było obalenie cesarza Gigara i zastąpienie go Jozuem IV. Na stanowisku regenta Doriego zastąpił Ali Mały z Jedżu.